# Nadine Berneis
Nadine Berneis (* 27. April 1990 in Dresden) ist eine deutsche Schönheitskönigin und Miss Germany 2019.

## Biographie
Berneis, geboren in Dresden, ist von Beruf Polizeibeamtin in Stuttgart. Im Oktober 2018 wurde sie zur Miss Baden-Württemberg gekürt und qualifizierte sich als solche zur Teilnahme am bundesweiten Wettbewerb. Im Februar 2019 wurde sie im Europa-Park Rust als älteste der 15 Finalistinnen zur Miss Germany 2019 gekürt. Sie hatte sich damit nicht nur gegen deutschlandweit 9500 Bewerberinnen durchgesetzt, sondern war auch die bis dahin älteste gewählte Miss Germany.
Für das Jahr als amtierende Miss Germany hatte sich Berneis vom Polizeidienst als Ermittlerin gegen Internetkriminalität beurlauben lassen. Im Folgejahr kehrte sie auf diesen Posten zurück. 2021 absolvierte sie die Aufnahmeprüfung für die Hochschule für Polizei Baden-Württemberg, um sich eine Karriere im gehobenen Dienst zu ermöglichen. Als Traumziel äußerte Berneis den Posten eines Flight Operators bei der Hubschrauberstaffel.